# Borut Ošlaj
Borut Ošlaj, slovenski filozof, * 2. maj 1964, Murska Sobota. 
Deluje na področju filozofske antropologije. Kot redni profesor predava na Filozofski fakulteti Univerze v Ljubljani. 
Je soustanovitelj in aktivni član gibanja Svetovni etos Slovenija